# Адаманов, Умер Акмолла
Уме́р Акмолла́ Адама́нов (крымскотат. Ümer Aqmolla Adamanov, Умер Акъмолла Адаманов, пол. Umer Achmołła Adamanow; 30 марта (12 апреля) 1916, Ай-Василь, Дерекойская волость, Ялтинский уезд, Таврическая губерния, Российская империя — 1 июня 1943, Юзефув, Люблинский округ, Польша, Третий рейх) — крымский татарин, рядовой советской Красной армии, капитан польской Гвардии Людовой.

## Биография

### Молодые годы и военная служба
Умер Акмолла Адаманов родился 30 марта (12 апреля) 1916 года в селе Ай-Василь Дерекойской волости Ялтинского уезда Таврической губернии Российской империи (позже — Васильевка Ялтинского района Крымской АССР). Мать — Умугуль, сестра — Хадиджа. Отец в 1929 году был объявлен кулаком и сослан на Урал, где умер от тифа.
Умер Адаманов работал шофёром в совхозе «Массандра». 5 августа 1939 года призван Ялтинским военным комиссариатом в Красную армию и начал служить в Сталинграде. Дома оставил жену Веру и годовалого сына Шевкета.

### В плену и партизанском отряде
В конце 1941 года Адаманов был ранен и попал в плен во время боя в районе Умани, а затем был отправлен в лагерь для военнопленных в Ченстохове (Польша). В 1942 году совершил побег, после чего принял участие в организации партизанского отряда, в который вошли бывшие военнопленные, в частности генерал-майор танковых войск Сергей Огурцов, а также Василий Манджавидзе, известный как «Васька-грузин». С середины 1942 года отряд имени Григория Котовского под командованием Огурцова действовал в Сольской пуще.
После гибели Огурцова 28 октября 1942 года в бою с немцами у села Зелоне, командование партизанским отрядом взял на себя Адаманов. В марте 1943 года отряд Адаманова вошёл в состав оперативной группы имени Тадеуша Костюшко в составе Гвардии Людовой как военного крыла Польской рабочей партии. Среди партизан Адаманов был известен под прозвищем «Мишка-татар» (пол. Miszka Tatar). Он с уважением относился к полякам, с которыми делился трофеями и продовольствием, был известен бесстрашием и храбростью в боях с немцами, о нём ходили легенды. Весной 1943 года оккупационные власти пообещали за голову Адаманова 100 тысяч злотых.
С марта по июнь 1943 года отряд под командованием Адаманова провёл целый ряд успешных диверсий, результатом которых стали уничтожение 12 танков и 2 самолётов, а также поезда с военной техникой. В частности, 1 апреля у села Мазяже партизаны одержали победу в двухчасовом бою с немцами, за что Адаманов отмечен благодарностью командования. 5 апреля партизаны сбили немецкий самолёт-разведчик. 24 апреля несколько отделений отряда вышли из вражеского окружения в тыл врага, уничтожив 7 немецких солдат и захватив оружие и боеприпасы. 25 апреля в районе Глухе партизаны разгромили вражеский отряд. 1 мая партизаны напали на лесопилку в Терешполь, убили коменданта охраны, захватили боеприпасы и сожгли само здание. 16 мая отряд разгромил охрану лесопилок в Длуги-Конте и Краснобруде. 19 мая партизаны осуществили минирование железнодорожных путей в районе станции Звежинца между Рейовецом и Рава-Русской, пустив под откос эшелон противника.

### Смерть и почести

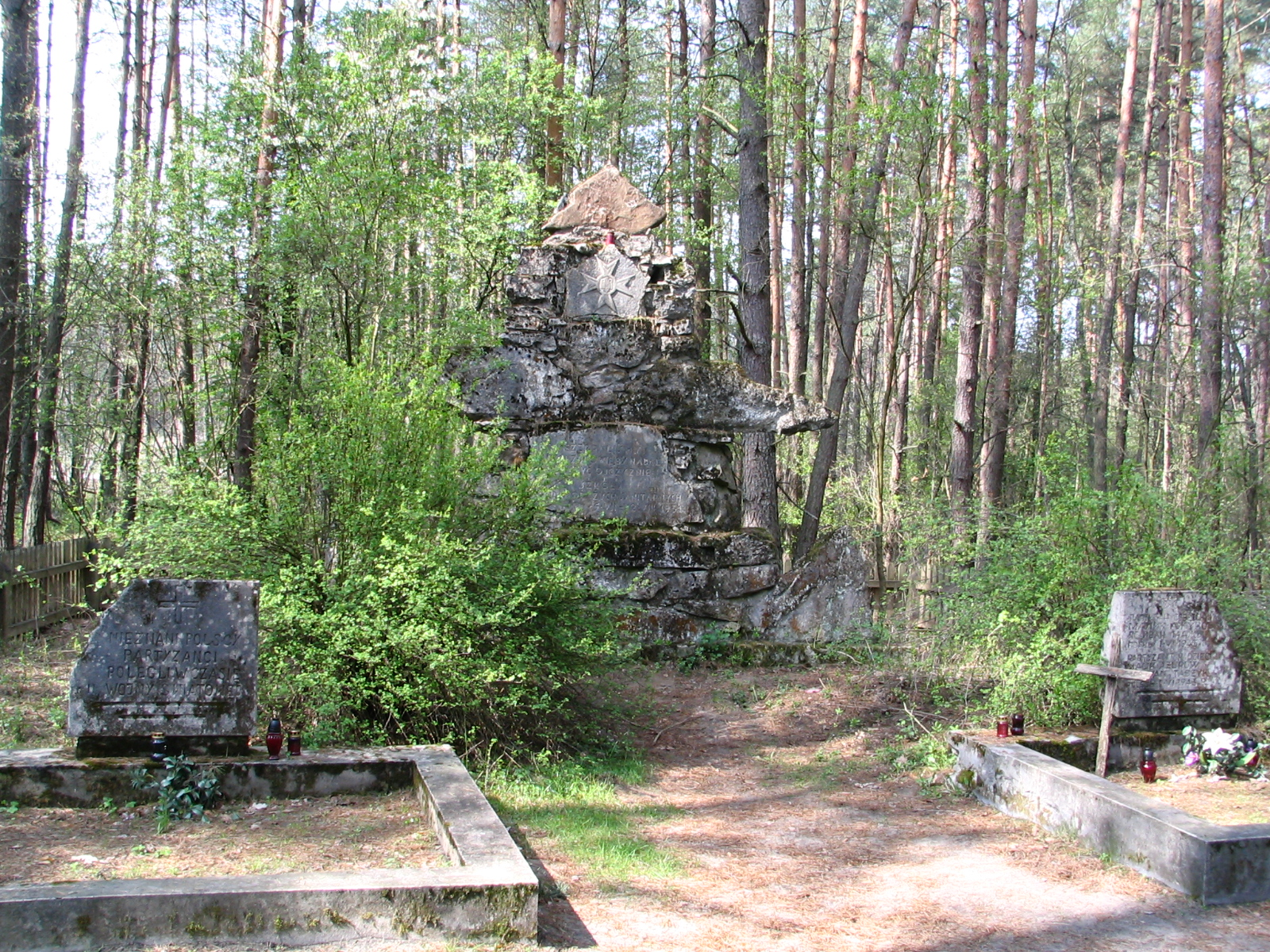
Кладбище близ Гамерни, 2006 год

1 июня 1943 года в командовании отряда узнали о том, что в посёлок Юзефув прибыл вражеский бронепоезд, эсэсовцы начали сгонять местных жителей ударами прикладов к костёлу для уничтожения. Отряд из 50 партизан под командованием Адаманова, несмотря на превосходство сил противника, атаковал вражеский гарнизон, оттеснив немцев к железной дороге и сохранив жизни многих сельчан. Сам Адаманов бился с ручным пулемётом наперевес, но получил ранение в левую руку и снова поднявшись в бой был сражён пулей снайпера. Ему было 27 лет. По результатам боя, отряд Адаманова внёс свой вклад в усилия партизанского движения по подрыву планов нацистов по колонизации Замойщины на территории Люблинского воеводства, заключавшихся в депортации и уничтожении местных поляков. 6 июня Адаманов был похоронен на кладбище близ Хамерни в гмине Юзефув. 25 декабря специальным приказом Главного командования Гвардии Людовой под № 54, опубликованном в тот же день в № 36 газеты «Gwardzista», «Мишка-татар» был посмертно награждён высокой воинской наградой Польши — орденом «Крест Грюнвальда» 3-й степени с присвоением звания капитана. В 1944 году из Крыма были депортированы все крымские татары, в том числе и семья Адаманова; некоторые из его родственников умерли в ссылке от голода и малярии.

## Память

### Идентификация личности
После окончания войны о Мишке-татаре печатались статьи в советской и польской прессе, а выяснением личности партизанского командира занимались польский писатель Войцех Сулевский и казанский журналист Михаил Сергеев. На его роль предлагались несколько кандидатур, в том числе младший лейтенант Михаил Сергеевич Атаманов, уроженец Елабуги. Однако, 6 апреля 1972 года в статье «Ещё раз о "Мишке-Татаре"», опубликованной в газете «Красная Звезда», историк и полковник в отставке Николай Прокопюк сообщил, что при сличении фотографий командира партизанского отряда имени Котовского из Архива отдела истории ПОРП и имеющихся довоенных фотографий, Центральный научно-исследовательский институт судебной экспертизы установил, что «Мишка-татар» — это Умер Адаманов. После этого в крымско-татарской прессе были опубликованы заметки о Адаманове, в частности в газете «Ленин байрагъы» статьи «Умер Акъмолла Адамановгнынъ къараманлыкълары» Аблямита Умерова и «Мишка-Татарнынъ экинджи силядашы» Месфера Ислямова (1974 год), «Анда, булутлар аркъасында («Мишка-Татар» акъкъында икяелер) Амета Озенбашлы (1975 год) и «Маршалнынъ китабыны окъур экен…» Черкез-Али (1977 год). 30 января 1990 года в статье «Шофёр из Ай-Василя», опубликованной в газете «Советский Крым», Михаил Сергеев подвёл итог поискам, заявив, что после пяти экспертиз, польские и советские эксперты сошлись во мнении, что «Мишка-татар» — это Умер Адаманов.

### Польша

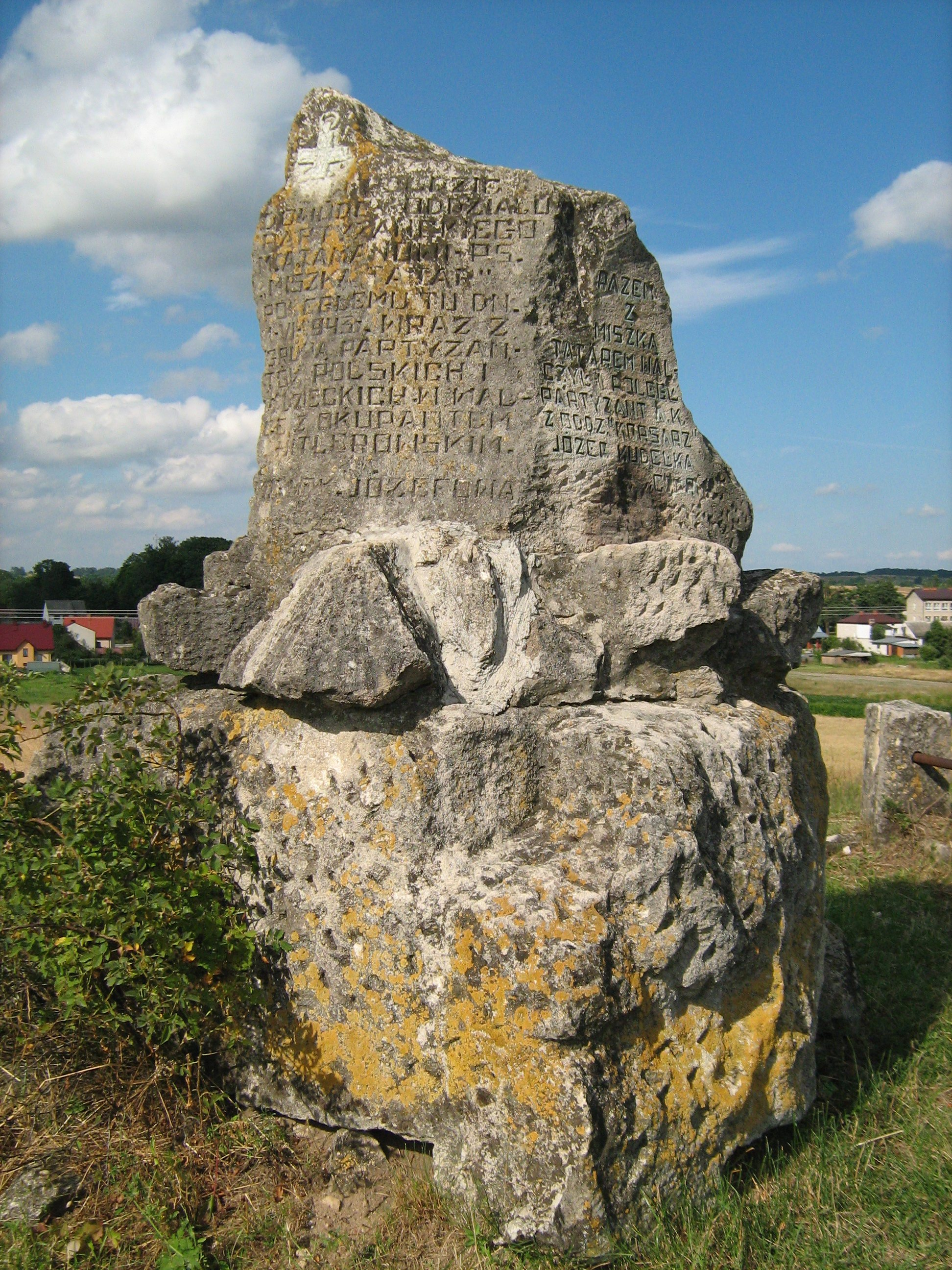
Памятник на месте гибели «Мишки-татара», 2008 год

Именем «Мишки-татара» названа улица в Юзефуве. В 2017 году решением воеводы Люблинского Пржемыслава Чарнека улица Мишки Татара была переименована в улицу Чеслава «Селима» Мухаца. При поддержке жителей Юзефува бурмистр Роман Дзюра отказался менять название улицы на административном уровне гмины, аргументируя это тем, что Адаманов не имеет никакого отношения к коммунизму и нынешней России, однако соответствующее решение было принято на уровне воеводства в соответствии с указаниями Института национальной памяти о декоммунизации.
В 1968 году на месте гибели Адаманова в Юзефуве был установлен памятник. На постаменте был поставлен огромный известняковый валун со следами пуль и надписью на кириллице — «В честь командира партизанского отряда им. Котовского М. Атамана, пс. Мишка-Татар, погибшего 1.VI.1943 года вместе с группой польских и советских партизан в борьбе с гитлеровскими оккупантами. Жители г. Юзефув». После переименования улицы чиновники Люблинского воеводства отмечали, что не имеют к памятнику никаких претензий, так как он стоит на частном участке. Тем не менее, в 2018 году появилась информация о том, что Институт национальной памяти дал рекомендацию на снос памятника.
Ежегодно 1 июня в день гибели Адаманова в Юзефуве проводились торжественные мероприятия. В 2010 году в Юзефуве дважды побывали родственники Адаманова, возложившие цветы к памятнику на месте его гибели. В 2011 году Юзефув посетила делегация во главе с руководителем отдела внешних связей Меджлиса крымскотатарского народа Али Хамзиным и руководителем организации «Койдешлер» Ибрагимом Военным, в результате чего с властями города была достигнута договорённость о совместном проведении мероприятий, посвящённых памяти Умера Адаманова. В 2011 году в Юзефуве и Билгорае под патронажем бурмистра Романа Дзюры прошли торжества по случаю 95-летия со дня рождения Адаманова, на которые прибыла крымскотатарская делегация во главе с председателем Постоянной комиссии Верховной Рады Автономной Республики Крым по межнациональным вопросам и проблемам депортированных граждан Ремзи Ильясовым.

### Крым
Именем Адаманова названы улица в Симферополе, улица в Бахчисарае, улица в Ялте (микрорайон Васильевка). В 2010 году руководитель организации «Койдешлер» Ибрагим Военный выступил с инициативой создания в Васильевке мемориального комплекса с аллеей славы, установки памятника, а также мемориальной доски на доме, где жил Адаманов, ввиду того, что его подвиг в Крыму практически никому не известен (Военный приходится Адаманову племянником). В 2011 году польская делегация во главе с бурмистром Юзефува Романом Дзюрой побывала в Крыму, посетив в том числе Васильевку, где родился Адаманов. После аннексии Крыма Россией в 2014 году, заместитель председателя Государственного Совета Республики Крым Ремзи Ильясов предложил создать аллею героев Великой Отечественной войны, включая крымских татар, среди которых он упомянул имя Умера Адаманова. В 2016 году 100-летие со дня рождения Адаманова было отмечено уроками патриотизма в Республиканской крымскотатарской библиотеке им. И. Гаспринского. В 2017 году вечер памяти прошёл в Крымскотатарском музее культурно-исторического наследия в Симферополе с участием племянников Адаманова Тимура и Диляры. Военный передал в дар музею портрет Адаманова работы польской художницы Даниэлы Пахницкой.